# Круком (комуна)
Комуна Круком (швед. Krokoms kommun) — адміністративно-територіальна одиниця місцевого самоврядування, що розташована в лені Ємтланд у центральній Швеції на кордоні з Норвегією.
Круком 14-а за величиною території комуна Швеції. Адміністративний центр комуни — місто Круком.

## Населення
Населення становить 14 594 чоловік (станом на вересень 2012 року). 
| Кількість населення комуни Круком за 1970-2010 роки | Кількість населення комуни Круком за 1970-2010 роки | Кількість населення комуни Круком за 1970-2010 роки | Кількість населення комуни Круком за 1970-2010 роки | Кількість населення комуни Круком за 1970-2010 роки |
| --------------------------------------------------- | --------------------------------------------------- | --------------------------------------------------- | --------------------------------------------------- | --------------------------------------------------- |
| Рік                                                 |                                                     |                                                     | Населення                                           |                                                     |
| 1970                                                | 1970                                                |                                                     | 12 921                                              | 12 921                                              |
| 1975                                                | 1975                                                |                                                     | 13 112                                              | 13 112                                              |
| 1980                                                | 1980                                                |                                                     | 13 418                                              | 13 418                                              |
| 1985                                                | 1985                                                |                                                     | 13 979                                              | 13 979                                              |
| 1990                                                | 1990                                                |                                                     | 14 373                                              | 14 373                                              |
| 1995                                                | 1995                                                |                                                     | 14 716                                              | 14 716                                              |
| 2000                                                | 2000                                                |                                                     | 14 154                                              | 14 154                                              |
| 2005                                                | 2005                                                |                                                     | 14 130                                              | 14 130                                              |
| 2010                                                | 2010                                                |                                                     | 14 535                                              | 14 535                                              |
| Джерело: SCB                                        |                                                     |                                                     |                                                     |                                                     |

## Населені пункти
Комуні підпорядковано 11 міських поселень (tätort) та низка сільських, більші з яких:
- Круком (Krokom)
- Ос (Ås)
- Нельден (Nälden)
- Феллінге (Föllinge)
- Дверсетт (Dvärsätt)
- Аспос (Aspås)
- Енге (Änge)

## Міста побратими
Комуна підтримує побратимські контакти з такими муніципалітетами:
- Цзілінь, Китайська Народна Республіка

## Галерея

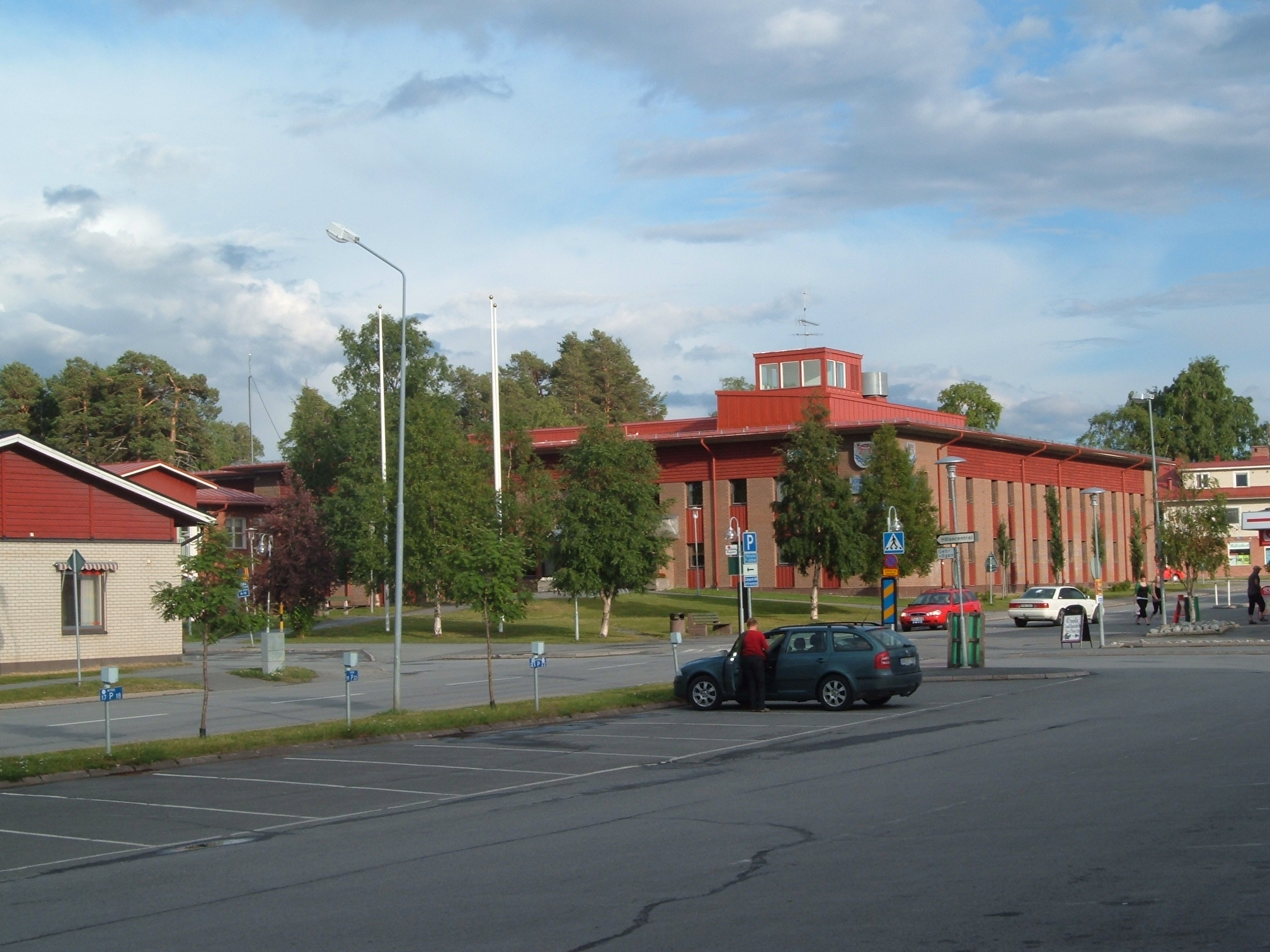
Управа комуни (Круком)
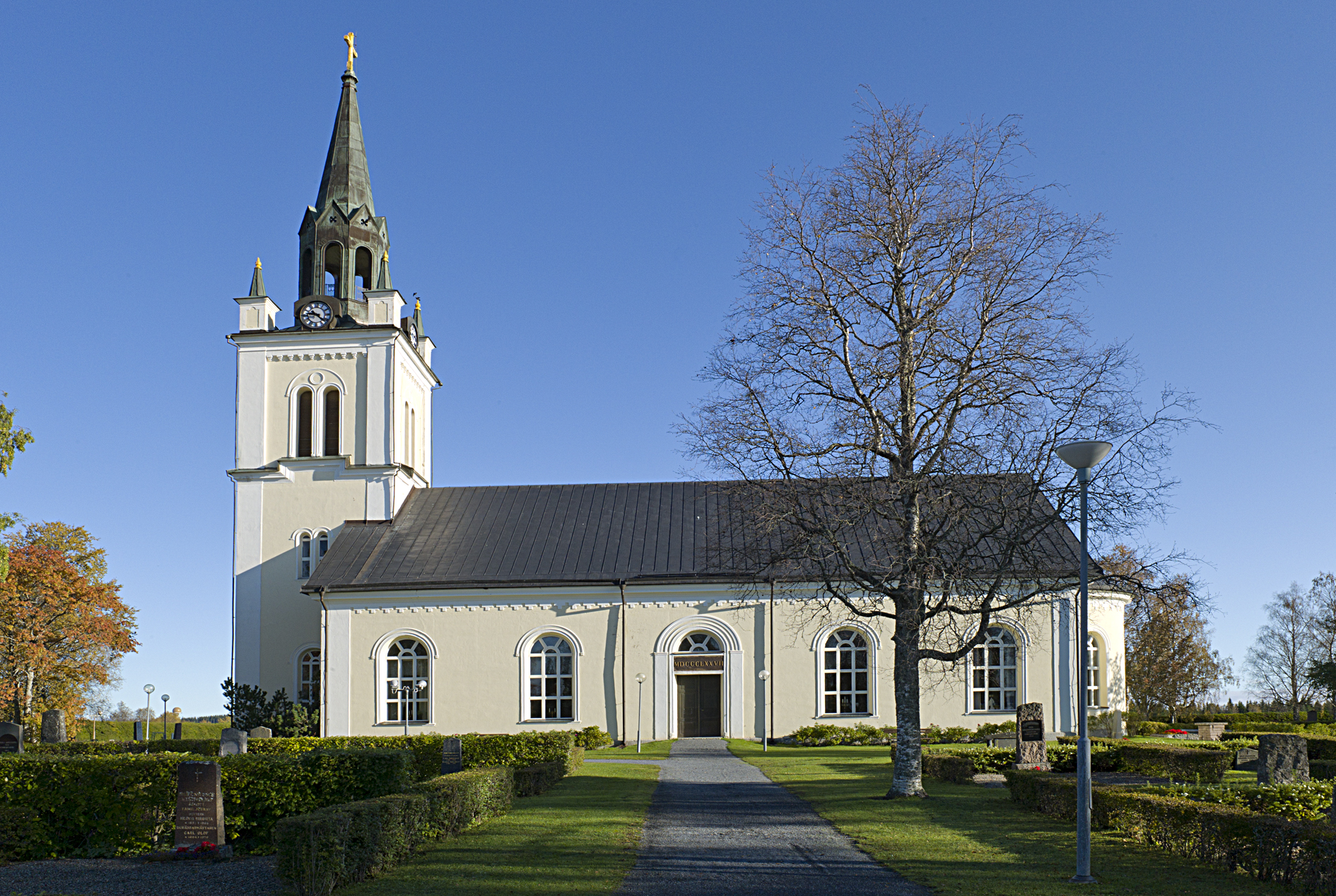
Церква (Ос)
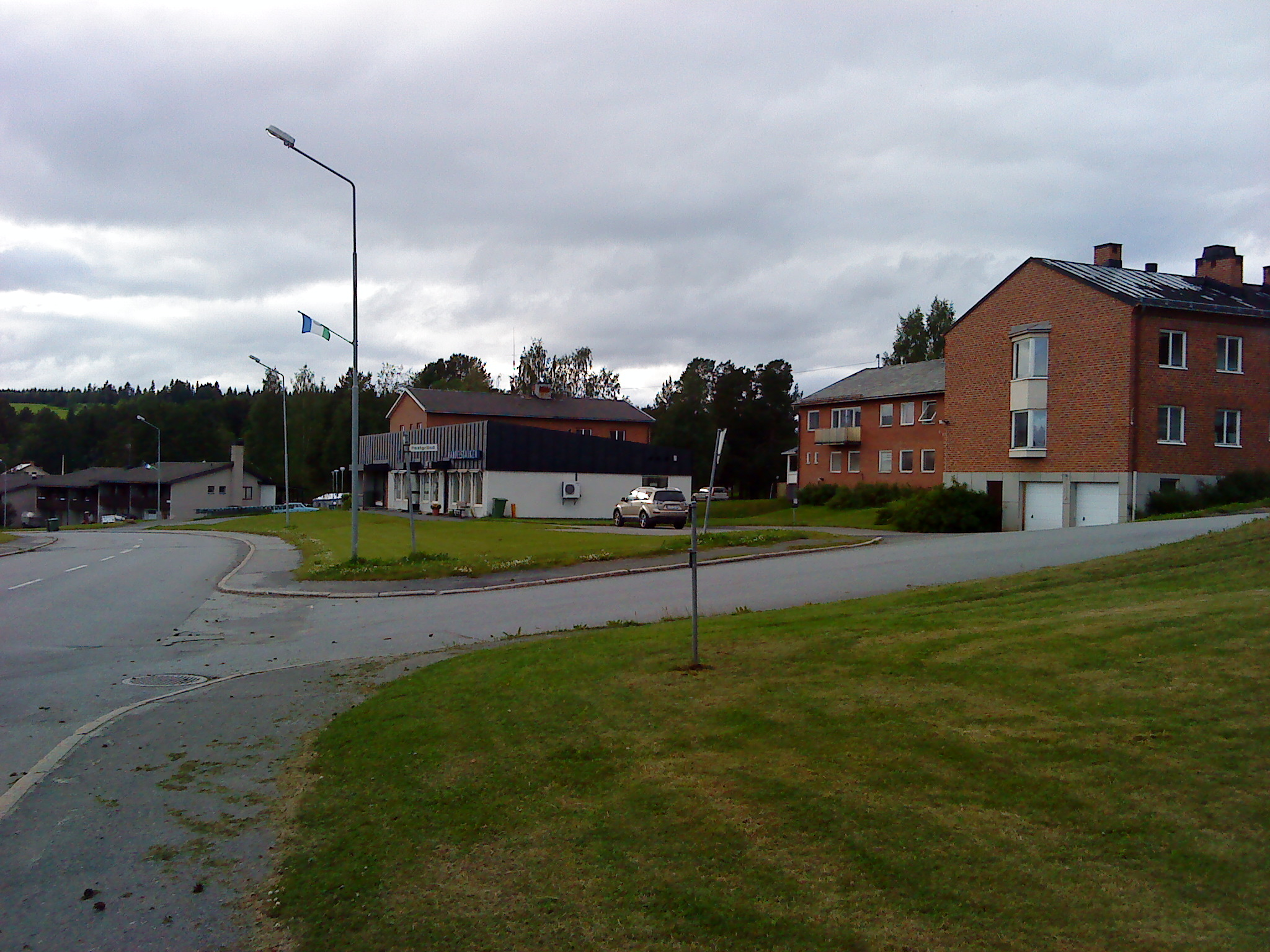
Містечко Енге
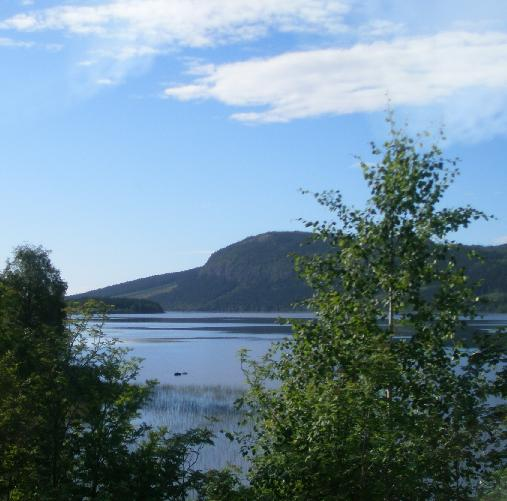
Гора Гелльбергет

## Виноски
1. ↑  Folkmangd i riket, lan och kommuner (шв.) . Центральне бюро статистики Швеції. Архів оригіналу за 20 серпня 2013. Процитовано 7 лютого 2013.